# Amor 101
Amor 101 (en turco: Aşk 101) es una serie de televisión web turca juvenil producida por Ay Yapım y distribuida por Netflix. Escrita por Meriç Acemi y Destan Sedolli, y dirigida por Ahmet Katıksız, fue estrenada el 24 de abril de 2020 en la plataforma Netflix. Está protagonizada por Mert Yazıcıoğlu, Kubilay Aka, Alina Boz, Selahattin Paşalı, İpek Filiz Yazıcı, Pınar Deniz y Kaan Urgancıoğlu. La segunda temporada se estrenó el 30 de septiembre de 2021; e incorpora a Ece Yüksel al elenco.

## Sinopsis
La historia comienza en el Estambul actual, cuando una mujer llamada Işık (Bade İşçil) llega a una casa antigua. Allí recuerda el pasado y amigos de su juventud.
En 1998, un grupo de jóvenes (Eda, Osman, Sinan y Kerem) que estudian en una escuela de Estambul están en riesgo de expulsión debido a su mal comportamiento. Son muy diferentes de sus compañeros de clase y, por lo tanto, muy solitarios. Un director y la mayoría de los maestros están en contra de ellos, y solo uno llamado Burcu (Pınar Deniz) hace todo lo posible para proteger a los jóvenes. Sin embargo, una vez que descubren que Burcu está siendo reubicado, y esto significa que todos serán excluidos después de su partida. Para evitar esto, los estudiantes se unen y hacen un plan: harán que Burcu se enamore. Según la ley, después del matrimonio podrá elegir un lugar de trabajo por sí misma. Piden ayuda a Işık, una excelente estudiante y una niña con un gran corazón. Pronto ella se convierte en parte de su compañía. Esta unión ayuda a los estudiantes a cambiar para mejor, comprenderse a sí mismos, darse cuenta de la importancia de la verdadera amistad, encontrar el amor y su propio camino en la vida. Al mismo tiempo, su plan ayuda a Burcu a cambiar su perspectiva de la vida y encontrar el amor verdadero con el nuevo profesor insociable Kemal (Kaan Urgancıoğlu).

## Reparto

### Personajes principales
- Alina Boz como Eda
- Mert Yazıcıoğlu como Sinan
- Kubilay Aka como Kerem
- Selahattin Paşalı como Osman
- İpek Filiz Yazıcı como Işık
- Pınar Deniz como Burcu
- Kaan Urgancıoğlu como Kemal
- Ece Yüksel como Elif (temporada 2)

### Personajes secundarios
- Müfit Kayacan como Necdet
- Bade İşçil como Işık adulta
- Tuba Ünsal como Eda adulta
- Uraz Kaygılaroğlu como Sinan adulto (temporada 2)[7]
- Mert Fırat como Kerem adulto (temporada 2)
- Fatih Artman como Osman adulto (temporada 2)

## Episodios
| Temporada | Temporada | Programas | Estreno                  |
| --------- | --------- | --------- | ------------------------ |
|           | 1         | 8         | 24 de abril de 2020      |
|           | 2         | 8         | 30 de septiembre de 2021 |

### Primera temporada (2020)
| N.º en serie | N.º en temp. | Título                 | Dirigido por   | Escrito por | Fecha de emisión original |
| ------------ | ------------ | ---------------------- | -------------- | ----------- | ------------------------- |
| 1            | 1            | «Ese primer momento»   | Ahmet Katıksız | Meriç Acemi | 24 de abril de 2020       |
| 2            | 2            | «Admiración»           | Ahmet Katıksız | Meriç Acemi | 24 de abril de 2020       |
| 3            | 3            | «Pasión»               | Ahmet Katıksız | Meriç Acemi | 24 de abril de 2020       |
| 4            | 4            | «Deseo»                | Ahmet Katıksız | Meriç Acemi | 24 de abril de 2020       |
| 5            | 5            | «Afecto»               | Ahmet Katıksız | Meriç Acemi | 24 de abril de 2020       |
| 6            | 6            | «Diversión»            | Ahmet Katıksız | Meriç Acemi | 24 de abril de 2020       |
| 7            | 7            | «Cambios»              | Ahmet Katıksız | Meriç Acemi | 24 de abril de 2020       |
| 8            | 8            | «Ese momento especial» | Ahmet Katıksız | Meriç Acemi | 24 de abril de 2020       |

### Segunda temporada (2021)
| N.º en serie | N.º en temp. | Título       | Dirigido por  | Escrito por | Fecha de emisión original |
| ------------ | ------------ | ------------ | ------------- | ----------- | ------------------------- |
| 9            | 1            | «Episodio 1» | Gonenc Uyanik | Meriç Acemi | 30 de septiembre de 2021  |
| 10           | 2            | «Episodio 2» | Gonenc Uyanik | Meriç Acemi | 30 de septiembre de 2021  |
| 11           | 3            | «Episodio 3» | Gonenc Uyanik | Meriç Acemi | 30 de septiembre de 2021  |
| 12           | 4            | «Episodio 4» | Gonenc Uyanik | Meriç Acemi | 30 de septiembre de 2021  |
| 13           | 5            | «Episodio 5» | Umut Aral     | Meriç Acemi | 30 de septiembre de 2021  |
| 14           | 6            | «Episodio 6» | Umut Aral     | Meriç Acemi | 30 de septiembre de 2021  |
| 15           | 7            | «Episodio 7» | Umut Aral     | Meriç Acemi | 30 de septiembre de 2021  |
| 16           | 8            | «Episodio 8» | Umut Aral     | Meriç Acemi | 30 de septiembre de 2021  |